# S.O.B
S.O.B（エス・オー・ビー）は、日本のハードコア・パンクバンド。
ナパーム・デス(NAPALM DEATH)、ブルータル・トゥルース(BRUTAL TRUTH)等のグラインドコアバンドに多大な影響を与えた。
S.O.BはSabotage Organized Barbarian（サボタージ・オーガナイズド・バーバリアン）の略称であるがこの呼び名で呼ばれることはほとんどない。バンド名をつけたのはTOTTSUANで、結成当時、略語のアルファベットを並べたバンド名で考えていて、元々SOBというスラングが意味するところのSon Of a BitchからとってS.O.Bと言うバンド名にした。ただそのままだと面白くないと言う理由で、「Sabotage Organized Barbarian」の略＝S.O.Bとした。最初にリリースした1stDEMO TAPEのタイトルは「Sabotage Organized barbarian」である。
後年のインタビューで「今年の海外での活動も考え、敢えて意味を変えた」とあるが、特段大きな理由は無かった。
なお SxOxB と表記することも多く、1993年（平成5年）以降はほぼこちらの表記となっている。

## 概要
初代リーダーかつバンド創設者のTOTTSUANは、S.O.B結成以前はSKINHEADで、結成極初期はそれほどスピードも速くない、US-UK系のハードコア・パンクに触発されたバンドであった。オムニバス「LAST PUNK OSAKA」の前のデモは、このオムニバスに収録されている曲と比べても、オーソドックスな、スピードもそれなりの構成だった。
オリジナルメンバーのTUNKが「OUTO（オウト）」に正式加入する事になってしまったため、TOTTSUANはメンバーを固定させ、サウンド面での進化を考えて、全パートを再選考する事にした。
以前より目をつけていた、京都で少し前に解散していた「THE BONES（ザ・ボーンズ）」のTOSHIMI、同じく京都の「SELTIC FROST（セルティックフロスト）」をやっていたYASUE、スケートボードショップ「VIOLENT GRIND大阪店」でバイトしていて、「BRUTUS（ブルータス）」で活動していたNAOTOに声をかけ、新体制を確立。
このラインナップでの1st 7"EP「LEAVE ME ALONE」がS.O.Bを一躍有名にした。
YASUEが当時掛け持ちしていたSELTIC FROSTはかなり早いドラムリズムであったため、サウンド全体の加速は著しかった。ギグでの実際の演奏も、初期ラインナップと比べ物にならない速さになった。
YASUEはS.O.B加入後もメンバーを探して「SELTIC FROST（セルティックフロスト）」を継続させてはいたが、暫くしてS.O.Bに専念すべく、活動を停止させた。
スケートボードとの音楽的なマッチングもよく、大阪ハードコア代表としてOUTOと肩を並べる存在になって行った。
1987年（昭和62年）、「NAPALM DEATH（ナパーム・デス）」の1st LPのTHANXリストにS.O.Bの名前を見つけたTOTTSUANが、当時のボーカルであったLEE DORIAN（リー・ドリアン）と交流が始まり、日本・英国を含むヨーロッパツアーが実現。「EARACHE RECORDS（イアー・エイク・レコーズ）」所属のバンドとの接触も増えた。
同時期、NAOTOが「RISE FROM THE DEAD（ライズ・フロム・ザ・デッド）」結成のため脱退。「DANCE MACABRA（ダンス・マカブラ）」のKAWATAKAが加入。
当時のTOTTSUANとYASUEの方向性がデスメタルで合致しており、スピードよりもヘビーなサウンドへ変化。（WHAT'S THE TRUTH（2nd Album）からトイズファクトリー移籍後の2枚のアルバム）
しかし、バンドのリーダーであったTOTTSUANが、電車への飛び込み自殺により1995年（平成7年）死去。YASUEが後を引き継ぎリーダーとなり、初期のベース、当時（現在）RISE FROM THE DEADのNAOTOを再加入させて始動。
元OUTOのKATSUMIも迎えた「DUB GRIND」では、初期S.O.Bと後期RISE FROM THE DEADを足して2で割ったようなサウンドであり、初期のS.O.Bを知る者と後期デスメタル化したS.O.Bから知る者とでは評価が分かれた。短期間ではあるが一時期はシンセサイザーのメンバーも加入していた。
2000年（平成12年）、NAOTOがRISE FROM THE DEADに専念するため、再び脱退。
YASUEは新しいボーカルを各方面で探し、新体制で初期音源のセルフカバーを発表。
現在の活動はあまり活発ではないが、サウンドはVICIOUS WORLD発表時期のデスメタルに戻っている。

## 略歴
- 1985年（昭和60年） TOTTSUAN（ボーカル）、TUNK（ベース）（ex HALF YEARS、その後はOUTO、K.G.G.M）、KAS（ギター）（後にK.G.G.M）、KINN（ドラムス）の4人で大阪にて結成。
- 1985年（昭和60年） DEMOテープを作成（6曲。ラジカセでダビングし、手書きジャケットで、極少数制作）。
- 1986年（昭和61年） 大阪のBEGGARS CONNECTIONより、オムニバス『Last Punk Osaka』が発売され、A面のトップに4曲収録。SLAP IN THE FACE等、後のレコードで聴ける曲もあるが、スピードは極端に速くはない。ただこの頃から大阪では既に速いバンドとして認識されていた。
- 1986年（昭和61年） TOTTSUAN以外、メンバーチェンジ。京都のTHE BONESのTOSHIMI（ギター）、京都のSELTIC FROSTを掛け持ちしていたYASUE（ドラムス）、RAPES結成前のボーカルSHINTANIが中心にやっていたBRUTUSからNAOTO（ベース）の3人が加入しメンバーが固まる。Selfish Recordsから7"EP『Leave Me Alone』を発表。
- 1987年（昭和62年） 1stアルバム『Don't Be Swindle』をSelfish Recordsより発表。TOTTSUANが当時ナパーム・デスのボーカルだったリー・ドリアンと文通を始める。
- 1988年（昭和63年） 非常階段と共にSOB階段を組み、SOB階段『Noise Violence and Destroy』をAlchemy Recordsより発表。1989年発売のVHS版に収められているライブは正にアンダーグラウンドであり、数々の行為が暴行罪や傷害罪といった犯罪に該当するため、決して行ってはならないライブであった。
- 1989年（平成元年） 初の海外ツアーとなるヨーロッパツアーをナパーム・デスと共に敢行。このツアーに合わせてナパーム・デスとのスプリットEPをリリースする。夏にNAOTO(B)が脱退。脱退後NAOTOは元OUTOのMOTSU（ギター）、MICHUNG（ドラム）と共にRise From The Deadを11月に結成。
- 1990年（平成2年） KAWATAKA(B)が加入。秋にヨーロッパツアーを敢行。このときBBCラジオの人気番組「John Peel Sessions」に日本のバンドとして初めての出演を果たす。12月にはSelfish Recordsより2ndアルバム『What's The Truth?』を発表（翌91年には海外盤がリー・ドリアン主宰のレーベルRise Aboveより発表される）
- 1993年（平成5年） 3月に3rdアルバム『Gate Of Doom』をトイズファクトリーより発表しメジャーデビューをはたす。このアルバムのミキシング及びマスタリングはイギリスのコリン・リチャードソンによって行われた。
- 1994年（平成6年） 7月に4thアルバム『Vicious World』をトイズファクトリーより発表。
- 1995年（平成7年） 6月22日バンドのリーダーであったTOTTSUANが死去。29歳であった。TOTTSUANの追悼イベントではブルータル・トゥルースのケヴィン・シャープがTOTTSUANの代わりのボーカルを務めた。
- 1996年（平成8年） Rise From The DeadのNAOTOがヴォーカリストとして復帰。Rise From The Deadは活動休止へ。
- 1999年（平成11年） 5thアルバム『Dub Grind』を、SATANARBEIT（サタンアルバイト）内のレーベル「SPECIALIZED FACT」より発表。なお当時活動停止中のTOSHIMIに変わりKATSUMI(ex-OUTO)がギターを担当。
- 2000年（平成12年） 3月にRise From The Deadを再開するべくNAOTOが脱退。
- 2002年（平成14年） 10月に元バイパスのETSUSHI(Vo)が加入。
- 2003年（平成15年） 9月にセルフカバー・ベスト・アルバム『Still Grind Attitude』を東芝EMIより発表。

## メンバー

### 現在のメンバー
- Drums:YASUE（ex SELTIC FROST）
- Guitar:TOSHIMI（ex THE BONES）
- Bass:KAWATAKA（ex DANCE MACABRA）
- Vocals:ETSUSHI（ex BYPASS）

TOTTSUANが亡き今、オリジナルメンバーは不在。
初期メンバーのYASUEが現在のS.O.Bのリーダーである。

### 元メンバー
- Vocals:TOTTSUAN （1995年（平成7年）死去。初代リーダーかつバンド創設者）
- Bass（1985～1986）:TUNK (HALF YEARS、OUTO、K.G.G.M。現在は音楽活動はしていない）
- Guitar（1985～1986）:KAS (K.G.G.M。現在は元OUTOのミッチュンと共にKAS69で活動中）
- Drums（1985～1986）：KINN（NOT MEは KINNがS.O.B脱退直前に 作曲 提供した作品である 現在レゲエドラマーとして活動中)
- Keyboard（1994～1997）：ITOH（VICIOUS WORLDリリースの1994年（平成6年）より参加。現在の状況は不明）
- Bass(1986～1989）+ Vocals（1996～2000）:NAOTO (BRUTUS。現在はRISE FROM THE DEADで活動中）
- Guitar（1997）：YASUDA（TOSHIMIが活動できない時期に一時加入。音源は残していない）
- Guitar（1998～2000）：KATSUMI（OUTO。TOSHIMIが活動できない時期に加入。現在はSOLMANIAで活動）

## ディスコグラフィー

### アルバム
- 1987年 Don't Be Swindle （SELFISH RECORDS 12"）
- 1990年 What's The Truth? （SELFISH RECORDS CD, RISE ABOVE RECORDS CD/12", TOYS FACTORY CD）
- 1993年 Gate Of Doom （TOYS FACTORY CD）
- 1994年 Vicious World （TOYS FACTORY CD）
- 1999年 Dub Grind （SPECIALIZED FACT CD/12"/Limited 300set 12" BOX クリアーブルー）

○What's The Truth? は3レーベルからリリースされている。
1)SELFISH RECORDSからは、10曲のみのオリジナルでCDのみリリース。
2)RISE ABOVEからは、オリジナル10曲とThrash NightのNAPALM DEATHカバー曲を除きプラスして収録。ジャケットの色身が若干異なる。またWhat's The Truth?はLPもあるが、そのLPはこのRISE ABOVE盤のみである。
3)トイズファクトリーからは、オリジナル10曲とSOUND OF BURIAL RECORDSリリースのNAPALM DEATHスプリットと無料配布 FLEXIの曲をプラスして収録。
○Vicious World（トイズファクトリー盤）は、紙ジャケットと通常版があり、通常版の方がプレス数は少ない。紙ジャケット版内のイメージは非常に凝った作りとなっているが、ヴィジュアル系バンドを多く手がけるデザイナーがデザインしたらしく、S.O.B本人達はインタビューでその出来を不本意と語っている。
○Dub Grindの限定300BOXは、クリアブルービニールの12"と特典7"（ライブ）、特殊LYRICシート、ターンテーブルマット（緑かオレンジのうちどちらかを同梱）、バッジ2種をセット。ジャケットデザインも特別なものになっている。

### シングル
- 1986年 Leave Me Alone（SELFISH RECORDS 7"/12"）
- 1989年 split w/ナパーム・デス（SOUNDS OF BURIAL RECORDS FLEXI 7"/少数制作の通常 7"）
- 1989年 Thrash Night（RISE ABOVE RECORDS 7" ）
- 1990年 UK & EUROPEAN TOUR（SOUNDS OF BURIAL RECORDS 7"）
- 1990年 SOUNDS OF BURIAL PRESENTS（SOUNDS OF BURIAL RECORDS FLEXI 7"）
- 1999年 Dub Grind SET EP（SPECIALIZED FACT 7" クリアーブルーとワインレッドもありEP。上記DUB GRIND限定版のみ同梱。未CD化音源）

### デモ
- 1985年 SABOTAGE ORGANIZED BARBARIAN（オリジナルメンバーで極少数制作されたテープ。未アナログ、未CD化音源）
- 1986年 WESTERN KIDS OMNIBUS 2 (COKE)[S.O.B ,DITHER ,BRUTUS]同タイトルのイベントで配布されたデモ(S.O.Bは2曲参加)

### ベスト
- 1991年 Don't Be Swindle + Leave Me Alone（SELFISH RECORDS CD）
- 1993年 Don't Be Swindle + Leave Me Alone（TOYS FACTORY CD）
- 2003年 Still Grind Attitude（東芝EMI CD）

### コンピレーション
- 1986年 V.A. / Last Punk Osaka（BEGGARS CONNECTION 12"  未CD化音源）
- 1986年 V.A. / 消毒GIG 3DAYS（SELFISH RECORDS 12"  未CD化音源）
- 1987年 V.A. / PASMORT OMNIBUS（PASMORT RECORDS 7"＋FLEXI 7"  未CD化音源）
- 1987年 V.A. / MY MEAT'S YOUR POISON（加害妄想 RECORDS 12"  未CD化音源）
- 1988年 V.A. / Eye 0f The Thrash Guerrilla（SELFISH RECORDS 12"  未CD化音源）
- 1990年 V.A. / TASTE OF WILD WEST.1（徳間ジャパンコミュニケーションズ CD）
- 1993年 V.A. / YAMAIKO（TOYS FACTORY CD）
- 1996年 V.A. / THE CHRISTMAS ALBUM （KYUUN SONY ※ソニー・ミュージック CD）
- 1996年 V.A. / POISON JUNKY （ソニー・ミュージック CD）
- 1998年 V.A. / 10TEMPLATES （日本クラウン CD）
- 1999年 V.A. / RADIATE（SPECIALIZED FACT 12"/CD）
- 2003年 V.A. / PROJECT M@SSIVE～万引きシバク！～（東芝EMI CD）

### ビデオ
- 1988年 V.A. / CORETIC ROCK BOUT （MCR COMPANY VHS）
- 1989年 V.A. / COMPLETE DEATH LIVE （ビクターエンタテインメント VHS）
- 1990年 V.A. / BURNING WILD WEST（JICC Publishing VHS）
- 1999年 V.A. / SATANARBEIT 2nd ANNIVERSARY（SPECIALIZED FACT VHS）
- 2000年 S.O.B / history of ...SxOxB（SPECIALIZED FACT VHS）
- 2003年 Still Grind Attitude販売促進非売品ビデオ（新体制での新宿LOFTでのライブが10分ほど収録されているもの。一部店舗でStill Grind Attitudeを購入すると特典として貰えた。virgin japan VHS）

### ブートレッグ
- 1990年頃 split w/OUTO（CORETIC RECORDS 7"EP 上記COMPLETE DEATH LIVEと同じ豊島公会堂での音源。手書きでナンバリングあり。ジャケットはピンク、ブルー、その他。当時、アメリカ村にあったWOODSTOCKで最初におかれ、日本で製造されたと噂になり、物議を醸した）
- 1991年頃 S.O.B （osaka mon amour 7"ep Last Punk Osakaの音源。ジャケットはSOB階段の写真を流用）
- 1993年頃 THE PEEL SESSION （7"EP 英国BBCラジオでの音源。what's the truth収録曲のスタジオライブが収録されている）
- 199X年 split w/ナパーム・デス（7"  極少数で作成されたオリジナルの7"とは違い、レコードラベル面が稚拙な作り。また回転数に狂いがあるものもある）
- 199X年 Symphonies Of Brutality （LP。主にヨーロッパで流通。Last Punk Osakaやsplit with napalm deathの曲を収録）
- 200X年 S.O.B（CD ジャケットはNAPALM DEATHとのスプリットを使用。グリーン。初期の音源の詰め込み）
- 200X年 S.O.B（7" ジャケットはNAPALM DEATHとのスプリットを使用。B面は無料配布のFLEXI 7"の2曲）

ブートレッグはジャケット含めて粗悪品であった事と、当然ながらメンバーの許諾も無いため、TOTTSUAN、YASUEも否定的であったが、インタビューでは海外へ行くとお土産として自分達のブートレッグを買ってくるとも言っていた。
「THE PEEL SESSION」以外の音源は現在では公式に入手出来るため、特別に価値がある物ではない。

### 有害図書相当
通常の感性では見るに堪えない極めてアンダーグラウンドなライブの音源や映像が収められているため、有害図書相当に分類する。発売されたライブ映像は非合法な行為を収録している。警察による取り締まりが甘い時代とはいえ、数々の行為で観客が死傷する可能性があるため、決して行ってはならないライブであった（21世紀では暴行罪や傷害罪や器物損壊罪といった犯罪として検挙される）。
- 1988年 S.O.B階段 / Noise Violence and Destroy （Alchemy Records 12"/CD）
- 1989年 S.O.B階段 / Live 超高速雑音楽体系 （Alchemy Records VHS）[2]
- 1989年 S.O.B階段 / Onemore Red Nightmare （Alchemy Records VHS）[2]
- 2008年 S.O.B階段 / Live 超高速雑音楽体系 （Alchemy Records DVD-R）[2]
- 2008年 S.O.B階段2 / Onemore Red Nightmare （Alchemy Records DVD-R）[2]